# Magdalena (Intibucá)
Magdalena es un municipio del departamento de Intibucá en la República de Honduras.

## Toponimia
Su nombre es en honor a Maria Magdalena, santa de la iglesia católica.

## Antecedentes históricos
En la provincia de Gracias a Dios, que fue una de las más florecientes de la Intendencia de Honduras en la época colonial, se encontraba el partido de Camasca, –uno de los más antiguos centros de población indígena.–
Por este partido pasaba el camino provincial que conducía de Gracias a Dios a San Miguel, El Salvador; próximo a la frontera se encontraba una hondonada rodeada por muchos cerros donde en 1715 eventualmente se establece la «Hacienda de la Magdalena» una de las muchas haciendas que existieron por allí.
Por documentos antiguos, se sabe que a principios del siglo XVIII fue medida y titulada la «Hacienda de la Magdalena», que medía siete caballerías; fue remedida el siete de julio de 1740, a petición de Marcos Díaz indio Cacique de Camasca. Les dio posesión a sus dueños, el juez sub. Delegado de tierras con jurisdicción en el partido de Tencoa, don Luís Álvarez de Abreu, el 16 de noviembre de 1769.
Por otro escrito del 29 de marzo de 1794 en declaración que dio el señor Alejo Vásquez, anciano de más de cien años de edad, declara que era muy joven cuando vio que midieron la «Hacienda de la Magdalena» y que fue a principios del siglo XVIII mediante haber recibido los títulos y haber tomado posesión a cuyo acto acudieron los naturales de Moncagua y Camasca; ninguno de estos pueblos se opuso a los mojones.
Por ciertas querellas de los nativos de Colomoncagua, fue reconocido nuevamente por el juez subdelegado de tierras don Andrés de Toro y Serra, el 1 de abril de 1794, siendo sus legítimos dueños en ese tiempo don Ignacio del Cid y don Guillermo Reyes.
Don Andrés de Toro y Serra, sub. Delegado del Real dueño de tierras del partido de Gracias a Dios y Sensenti vino personalmente a esta hacienda a seguir información de testigos y hacer vista de ojos de los mojones de la «Hacienda de la Magdalena», haciendo su ingreso por la hacienda de El Real, partido de Camasca.
El 29 y 30 de marzo de 1794, hizo la información de testigos y el 31 libro billete de citación a los dueños de las haciendas y demás colindantes de La Caridad, Negra Vieja, San Blas y El Real, San Pablo y naturales de Camasca para que el 1 de abril estuvieran presentes en sus respectivos linderos y presenciaran el reconocimiento de mojones que iba a practicar. 
El día señalado empezó el reconocimiento en el orden antes apuntado en el que empleo dos días; todos los colindantes estuvieron de acuerdo en el amojonamiento y no hubo ninguna protesta. Para el año 1799 el Partido de Camasca estaba conformado por las aldeas del Real, San Juan Troncoso, San José, Jiquilaca, Santa María Magdalena, Santa Rosa, Colomoncagua, Jicarajaurbala y Camasca.

### Fundación del Municipio
La notable profesora y periodista María Trinidad del Cid, expone en su lectura "Monografía del Municipio de Magdalena en el Departamento de Intibucá" publicada el año 1934 en la "Revista del Archivo y Biblioteca Nacionales" que el municipio de Magdalena se fundó el 26 de octubre de 1821, segregándose del municipio de Camasca.
Este dato fue recabado por ella, pues según el historiador Héctor Nolasco Posadas, don Florentín del Cid abuelo de la profesora, ejerció el cargo de secretario municipal durante varios años del siglo XIX y primeros del siglo XX, en esos años el archivo municipal no había sufrido ruina y se encontraban en él muchos documentos antiguos y de gran importancia.

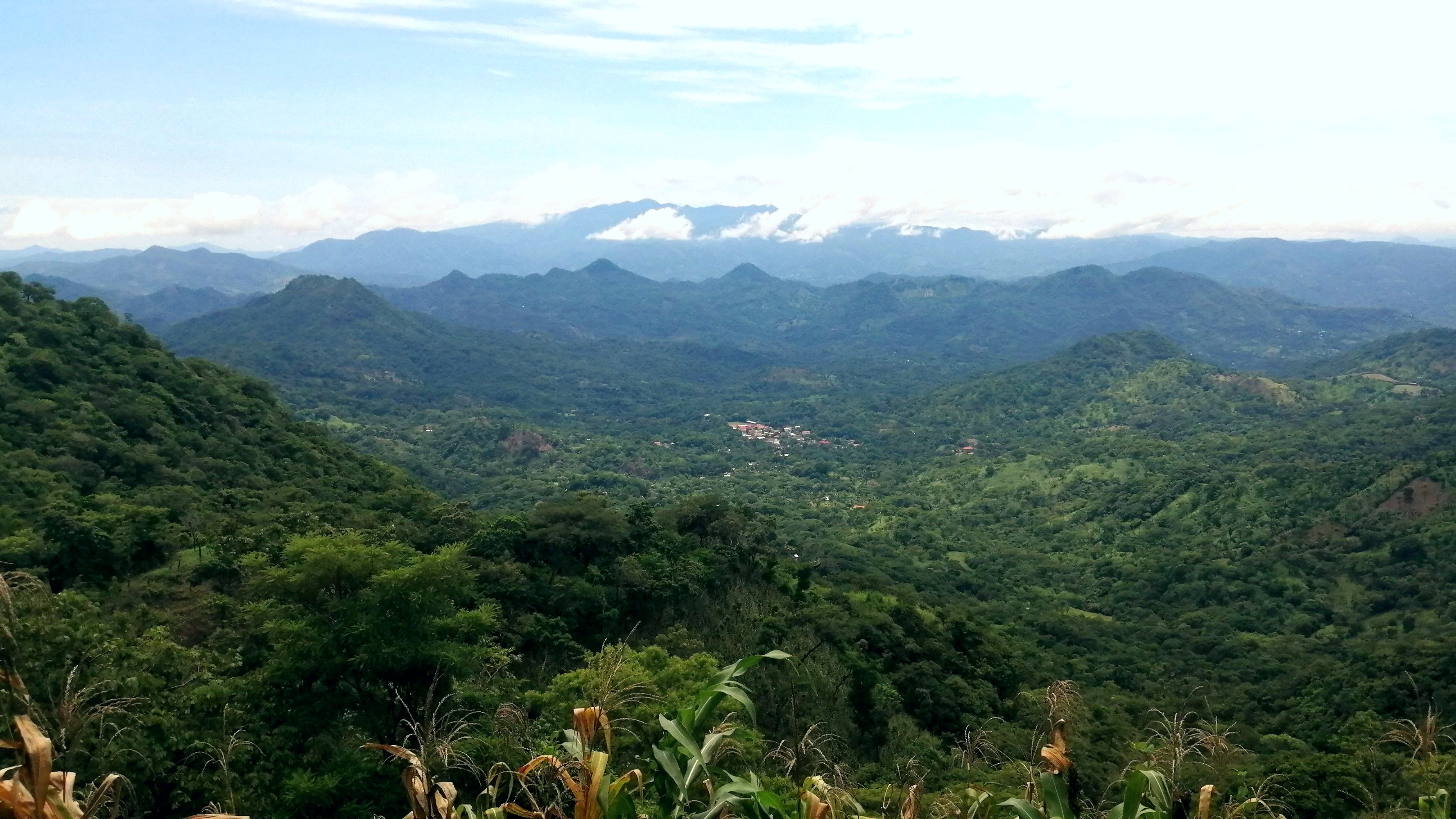
Municipio de Magdalena, Intibucá; al fondo frontera Honduras - El Salvador.

El pueblo de Magdalena se fundó en una época de euforia colectiva en la región por la reciente proclamación de Independencia de Centroamérica entre la Corona real de España y la Capitanía General de Guatemala –conformada en ese entonces por las Provincias de Guatemala, Ciudad Real de Chiapas, Comayagua, San Salvador, provincia de Nicaragua y Costa Rica.–
Según el “Primer Anuario Estadístico Correspondiente al Año de 1889” publicado por el ilustre escritor nacional Dr. Antonio Ramón Vallejo, la época de fundación de Magdalena es 1822, –ocupa una planicie, y estuvo situado anteriormente en un lugar que queda a corta distancia de donde actualmente se encuentra.–
En el “Mapa Itinerario del Departamento de Gracias” formado en 1834 por el ciudadano José María Cacho, Magdalena ya aparece como un pueblo en el Distrito de Camasca.

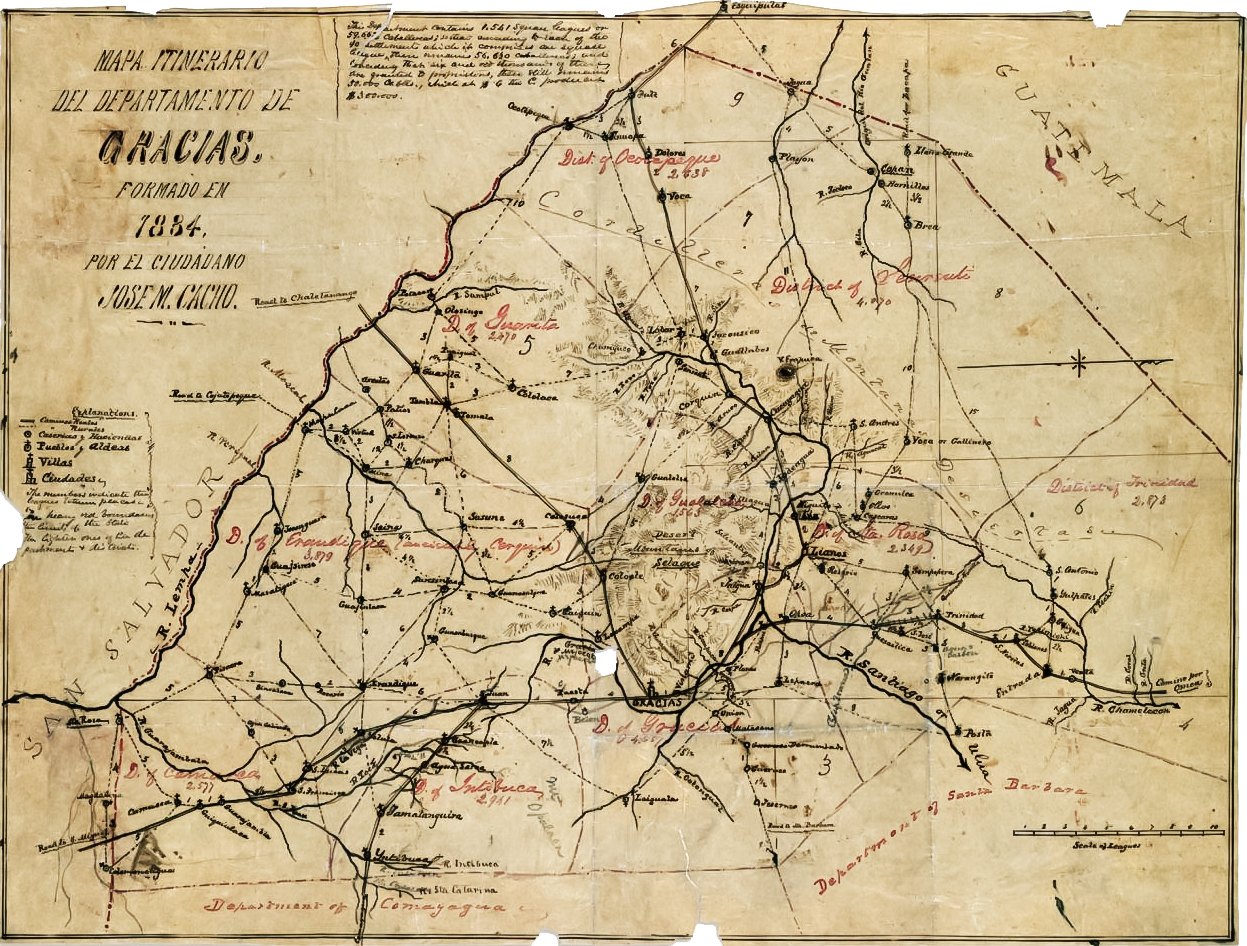
Mapa Itinerario del Departamento de Gracias, formado en 1834 por José María Cacho; Magdalena ya aparece como un pueblo en el Distrito de Camasca.

El territorio de Magdalena se formó en los terrenos que espontáneamente cedieron los dueños de las haciendas de La Magdalena, perteneciente a don Ignacio del Cid y don Guillermo Reyes de donde procede su nombre, la Negra Vieja, de los señores Juan Posadas y Dionisio Hernández y San Blas, de don Juan Lemus y don Lucas Argueta, personas todas que al progresar en sus bienes de fortuna progresaban también en sus ideas de emancipación y en sus sentimientos altruistas; La Caridad y San Pablo Tenamera también pasaron a formar parte de Magdalena.
El alcalde constitucional y jefe del distrito de Camasca ingreso a esta población el 21 de junio de 1843 quien procedió hacer el señalamiento de los rumbos y mojones de la demarcación del pueblo de Magdalena; el 2 de marzo de 1844 y mediante un acuerdo de las municipalidades de Santa Lucía y Magdalena se terminó el litigio entre estos dos pueblos sobre la demarcación municipal, habiendo salido favorecido con el aumento de la demarcación territorial el pueblo de Santa Lucía, dando cumplimiento así a una nota dirigida por el señor intendente al alcalde de Camasca para que este litigio se terminara.
En el mapa histórico de John Baily de 1850 “Map of América Central”,  se confirma que Magdalena para ese año ya era un pueblo de Honduras. 
El 11 de agosto de 1854 en el “Titulo de las Tierras de la Hacienda de la Caridad en el Departamento de Gracias” se le da posesión de estas tierras que ya pertenecían al pueblo de Magdalena al presbítero Miguel del Cid; dado en la casa de gobierno presidencial en ciudad de Comayagua, de mano y nombre del presidente constitucional del Estado de Honduras —José Trinidad Cabañas—.

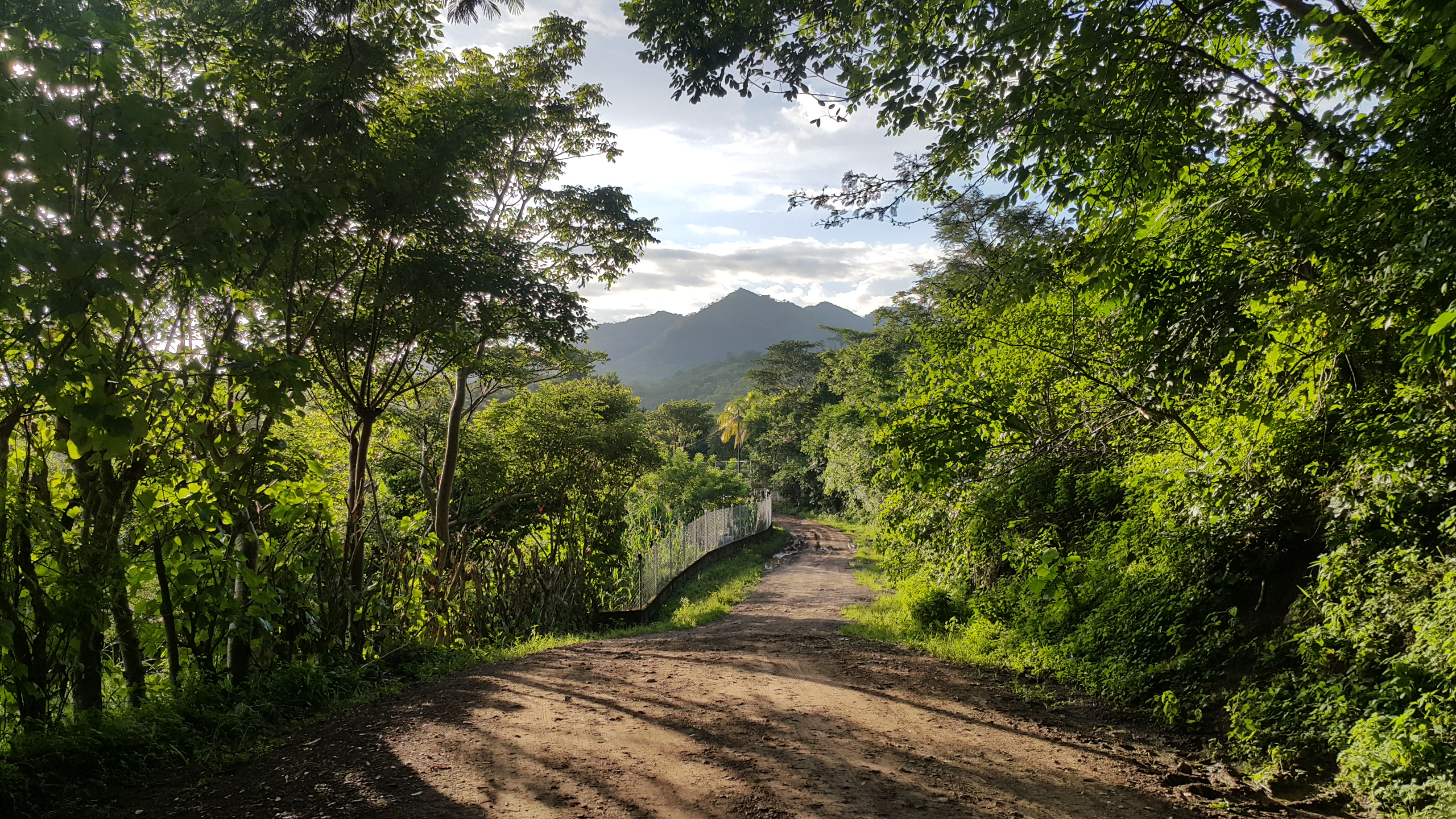
Camino rural. Magdalena, Intibucá.

En 1870 la municipalidad de Magdalena viendo que este pueblo carecía de ejidos para que sus habitantes trabajaran libremente en la agricultura, dispusieron hacer solicitud al supremo gobierno para que de los ejidos del municipio de Camasca cediera una parte para aumentar así su territorio, siendo presidente de la república el general José María Medina y Rosa Muñoz gobernador del departamento de Gracias al que pertenecía este pueblo. 
El supremo gobierno en vista de la petición justa del pueblo de Magdalena, mando al agrimensor Juan Bautista Collart, para que de los ejidos de Camasca midiera cinco caballerías de terreno los que pasaron a ser ejidos de este municipio, la mensura en referencia fue practicada los días 14, 15, 16, 17 y 18 de octubre de 1870; los tiradores de cuerda fueron Doroteo y Teodosio Ramos, testigos Valentín Días y Olayo Claros vecinos de Santa Lucia, contadores fueron Francisco Rodríguez y Genaro Juárez, de este vecindario; la cuerda que se utilizó media 50 varas castellanas.
El 16 de abril de 1883 durante el periodo presidencial del Dr. Marco Aurelio Soto es creado el Departamento de Intibucá bajo el decreto N.º 10 del Congreso Nacional del 7 de marzo de ese mismo año; formándose por los círculos de La Esperanza, Camasca, Jesús de Otoro y parte de Marcala; por lo que Magdalena pasa a formar parte de este nuevo departamento y se le otorga la categoría de municipio.

### SigloXX
Durante el siglo XX el común denominador fueron las muchas revueltas causadas por la inestabilidad política y golpes de estado, donde muchos ciudadanos se vieron forzados al exilio.
El primer domingo de abril de 1937 gracias a la Corporación Municipal dirigida por Don Venancio Zúñiga como alcalde municipal y la Directiva Pro-Comercio Dominical que tenía por presidente a Don Gabriel David Esbeih, inicia el comercio dominical en la plaza pública; al iniciar este proyecto el principal incentivo que se dio a los pequeños comerciantes fue que se aseguraba la venta total de sus productos libre de impuestos.

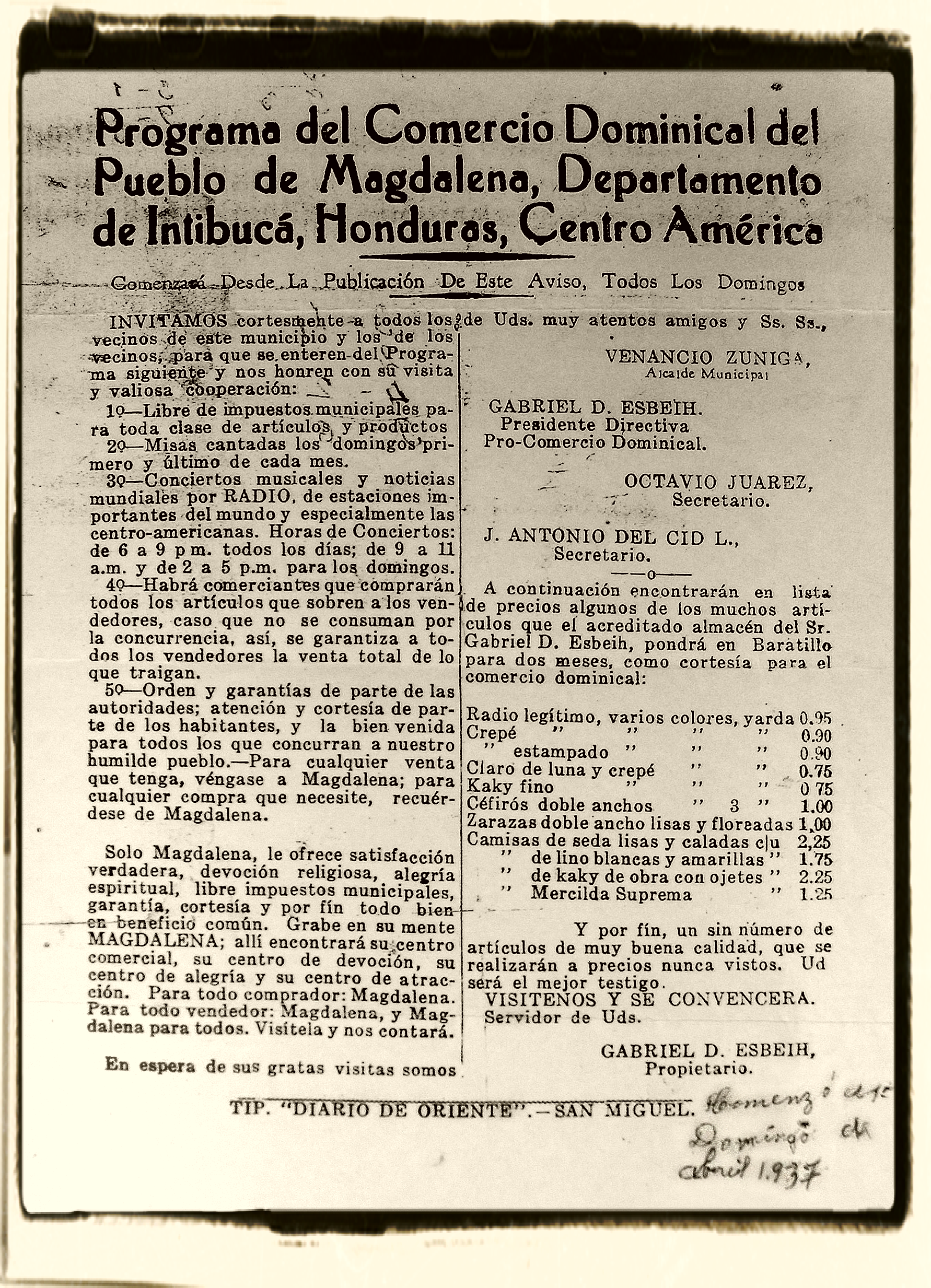
Publicación de 1937 donde se le hace publicidad al Comercio Dominical de Magdalena.

En 1963 se consuma el Golpe de Estado al gobierno del Dr. Ramón Villeda Morales, provocando enfrentamientos y hostilidad en la zona; esta situación provocó estado de angustia, inseguridad y persecución política a los militantes del Partido Liberal de Honduras; en Magdalena estas acciones fueron ejecutadas por Ramiro López, un bandido enviado del gobierno que propicio muchos delitos, saqueo de viviendas y ganado; como resultado de este oscuro periodo de la política muchas familias tuvieron que emigrar buscando refugio en la República de El Salvador.
Otro de los acontecimientos más importantes y de mayor impacto en la zona, fue la Guerra entre las repúblicas de Honduras y El Salvador en 1969, provocando la interrupción del comercio entre las comunidades fronterizas; esta situación generó más inseguridad en el municipio y obstaculizó el desarrollo normal de las actividades productivas; los habitantes vivían con temor que el ejército salvadoreño invadiera territorio hondureño. 
Paradójicamente la guerra dio visibilidad política a la frontera hondureña, lo que conllevó, entre otros beneficios en 1970 la apertura de la carretera que comunica la ciudad de La Esperanza con los municipios de la frontera; el 20 de diciembre de 1973 llega a Magdalena y es ampliada y mejorada posteriormente.
Entre 1981 a 1992 nuevamente se pone tenso el ambiente en la frontera ya que estalla la guerra civil de El Salvador entre la Fuerza Armada de El Salvador y el Frente Farabundo Martí para la Liberación Nacional, en toda la frontera era común observar aviones y helicópteros salvadoreños; por las noches en el cielo se podían observar las véngalas que iluminaban las cercanías del Río Torola y desde los cerros los ataques aéreos; a lo lejos se escuchaban los bombardeos y ametralladoras. Muchas historias se contaban en donde guerrilleros y soldados cruzaban la frontera y se pudieron observar de paso por este municipio, además muchos civiles cruzaron la frontera buscando refugio en Honduras. 
La Radio Venceremos  era sintonizada con mucha potencia ya que transmitía desde las montañas del norte en el salvadoreño Departamento de Morazán cerca del municipio de Perquín y la frontera con Honduras; cuando se firmaron los Acuerdos de Paz de Chapultepec el 16 de enero de 1992 comienza un periodo de paz.
A finales de la década de los 80 y durante los 90 después del conflicto en El Salvador que dejó unos 75 000 muertos, miles de discapacitados, cuantiosos daños en infraestructura del hermano país y una economía devastada, miles de personas se ven en la necesidad de emigrar a Estados Unidos; los municipios de la frontera que tienen muchos vínculos e influencia salvadoreña no se escapan de este fenómeno por lo que también comienza la gran oleada de Migración de jóvenes que sin muchas posibilidades de tener acceso a una buena educación y falta de empleos se van en busca del Sueño americano para obtener mejores ingresos y ayudar a sus familias que vivían en condiciones de extrema pobreza y sin muchas oportunidades. 
A partir de esta década se comienzan a observar muchos cambios, —principalmente económicos y de infraestructura— ya que con la llegada de remesas se construyen nuevas viviendas, hay más inversión en educación, se crean nuevas fuentes de empleo y en general hay mayor dinamismo en la economía del municipio; junto con estas bondades también surgen y se agudizan algunos problemas sociales causados por este fenómeno, principalmente la desintegración familiar, alcoholismo en edades tempranas, aumento del consumismo y disminución de la producción agrícola, entre otros.

## Geografía
El municipio de Magdalena se ubica 75 km al sur de la ciudad de La Esperanza cabecera departamental; y 265 km al occidente de Tegucigalpa, capital de la república. 
Limita al norte con el municipio de Camasca, al este con el municipio de Colomoncagua, al oeste con el municipio de Santa Lucía y al sur con los municipios de San Gerardo, San Luis de la Reina y Carolina en la República de El Salvador; separado con los dos primeros por el río Torola y con el último por la quebrada de La Orilla.

### Organización Territorial
- Barrios de Magdalena

El Centro, La Cultura, El Castaño, El Llano, Buenos Aires, Barrio Abajo, El Recibimiento; total 7.
- Aldeas del Municipio

San Juan, San Francisco, Los Pozos, Las Marías, La Ceibilla, El Sitio, El Leoncito; total 7.
- Caseríos del Municipio

Azacualpa, Los Horcones, Bella Vista, El Blanquito, El Caulote, El Cerro, El Paraíso, El Tablón, El Terrerito, La Caridad, La Negra Vieja o La Pila, La Orilla, Linares, Las Brisas, La Quesera o La Chorrera, La Raya o El Divisadero, Santo Domingo o El Líbano, Valle Orellana, Puringa, Santa Cruz.

### Orografía
El relieve terrestre de Magdalena es irregular en la mayor parte de su territorio; las altitudes mínimas y máximas oscilan entre los 120 m s. n. m. en las partes bajas del río Torola y los 860 m s. n. m. en los límites con Camasca. El área urbana oscila en los 300 m s. n. m. aproximadamente rodeada por cerros, colinas ríos y riachuelos. 
La sierra del Ocotillo al entrar a Magdalena por el norte en los límites con Camasca se divide en dos ramales; el primero ingresa por la dirección noroeste y lo forman los cerros San Juan de Dios o El Funeron (860 m s. n. m.), El Cerro Pataste (703 m s. n. m.), El Pacho (598 m s. n. m.), el cerro de En Medio (501 m s. n. m.) y el cerro Molo (498 m s. n. m.).
El segundo ramal ingresa por la dirección noreste y lo forman el cerro Los Pozos o El Cacalote (713 m s. n. m.) y el cerro Linares (601 m s. n. m.); en medio de ambos se encuentra la aldea de Los Pozos. Dispersos por el territorio se encuentran, al este el cerro Grande (565 m s. n. m.), y al sur el cerro Coyote (424 m s. n. m.). Al sur cerca de la aldea de San Juan se encuentran los cerros: Negra Vieja (421 m s. n. m.), El Pintal (462 m s. n. m.), cerro la Golondrina (459 m s. n. m.), cerro Los Hoyos (501 m s. n. m.), y el cerro de Gualacamusca (304 m s. n. m.) .
Hasta hace muy poco tiempo se consideraba que la altitud máxima del municipio era de 1,098 m s. n. m., porque no se había hecho un estudio detallado y como referencia se tomaba la altitud más cercana conocida en el Cerro La Montañita que pertenece al municipio de Camasca; pero actualmente sabemos que la altitud máxima es 860 m s. n. m. en la cima del cerro San Juan de Dios o El Funeron.

### Hidrografía

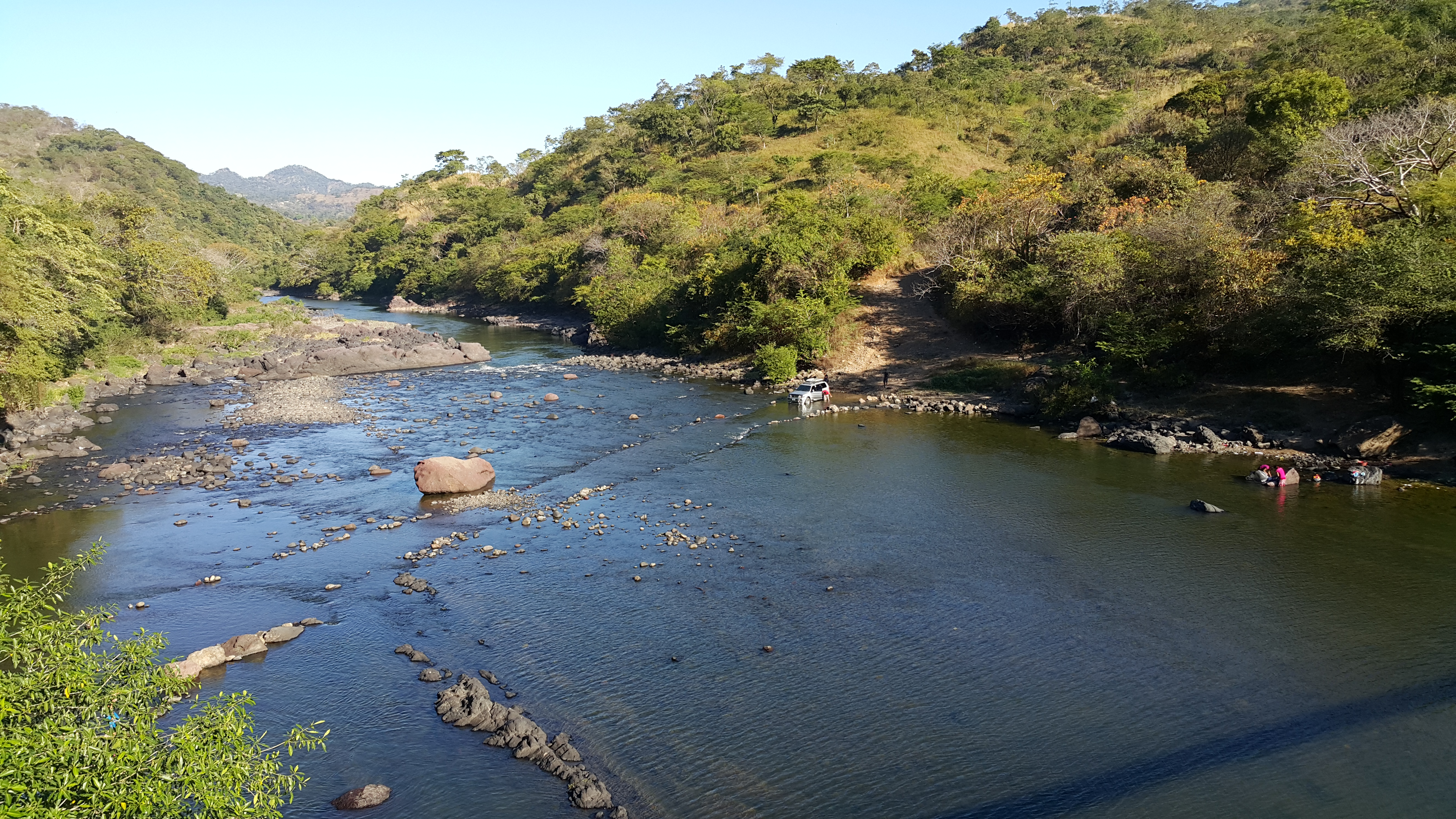
Río Torola, frontera Honduras - El Salvador.

El río principal es Torola, navegable en invierno, sirve de línea divisoria entre este municipio y la República de El Salvador; tiene por afluentes la quebrada La Orilla, el río San Juan y la quebrada Santo Domingo. En la confluencia de la quebrada La Orilla y el río Torola se encuentra la Central Hidroeléctrica “3 de Febrero” en territorio salvadoreño. El río San Juan que aguas arriba se le conoce como río Grande, es el segundo en importancia; fluye de noreste a sur y tiene por afluentes las quebradas El Roble, El Caulote y San Blas; el río Magdalena, el río Santa Cruz o Río Fraile que nace en Colomoncagua y la quebrada de La Caridad; esta tiene por afluente la quebrada Honda que sirve de línea divisoria entre los municipios de Magdalena - Camasca y Magdalena – Colomoncagua.
El río Magdalena nace al norte de la aldea de San Francisco cerca de San Juan de Dios aldea del municipio de Camasca; tiene por afluentes las quebradas La Pita, El Ujustillo, Las Animas, La quebrada de Centroamérica que sirve de línea divisoria con el municipio de Santa Lucía que más abajo se conoce como El Pintal y la quebrada El Naranjo que fluye completamente desde Santa Lucía; también sobre este río vierte sus aguas las aguas termales "Agua Caliente". La quebrada Santo Domingo tiene por afluente la quebrada El Cordoncillo; estas dos quebradas nacen en el Municipio de Santa Lucía pero su confluencia es en territorio de Magdalena.

### Clima
Magdalena cuenta con un clima tropical de sabana Aw según la clasificación climática de Köppen; el clima tropical de sabana es una transición entre el clima tropical húmedo y el desértico, es muy caluroso durante todo el año y cuenta con dos estaciones bien definidas: Estación Lluviosa (Verano) y Estación Seca (Invierno) ambas del hemisferio norte. 
La estación lluviosa comprende el periodo mayo - octubre; comienza a finales de abril o inicios de mayo extendiéndose hasta el mes de julio con una canícula en agosto; se reanuda generalmente en septiembre hasta inicios de noviembre y se caracteriza por las constantes tormentas eléctricas. La precipitación mensual varía entre los 3mm en enero y febrero que son los meses más secos y 424mm en septiembre que es el mes más lluvioso. La precipitación anual es alrededor de los 2173mm.
La estación seca comprende el periodo noviembre – abril; normalmente inicia a mediados de noviembre extendiéndose hasta abril o inicios de mayo. Se caracteriza por el azote de fuertes vientos durante parte de diciembre, enero, febrero y marzo.
La temperatura promedio anual es de 25.7 °C; marzo y abril son los meses más cálidos con temperaturas máximas promedio de 34.4 °C en marzo. Noviembre, diciembre, enero y febrero alcanzan las temperaturas más frías del año especialmente durante horas de la noche y el amanecer con temperaturas mínimas promedio de 20 °C en enero.
| Parámetros climáticos promedio de Magdalena (Honduras)                | Parámetros climáticos promedio de Magdalena (Honduras) | Parámetros climáticos promedio de Magdalena (Honduras) | Parámetros climáticos promedio de Magdalena (Honduras) | Parámetros climáticos promedio de Magdalena (Honduras) | Parámetros climáticos promedio de Magdalena (Honduras) | Parámetros climáticos promedio de Magdalena (Honduras) | Parámetros climáticos promedio de Magdalena (Honduras) | Parámetros climáticos promedio de Magdalena (Honduras) | Parámetros climáticos promedio de Magdalena (Honduras) | Parámetros climáticos promedio de Magdalena (Honduras) | Parámetros climáticos promedio de Magdalena (Honduras) | Parámetros climáticos promedio de Magdalena (Honduras) | Parámetros climáticos promedio de Magdalena (Honduras) |
| Mes                                                                   | Ene.                                                   | Feb.                                                   | Mar.                                                   | Abr.                                                   | May.                                                   | Jun.                                                   | Jul.                                                   | Ago.                                                   | Sep.                                                   | Oct.                                                   | Nov.                                                   | Dic.                                                   | Anual                                                  |
| --------------------------------------------------------------------- | ------------------------------------------------------ | ------------------------------------------------------ | ------------------------------------------------------ | ------------------------------------------------------ | ------------------------------------------------------ | ------------------------------------------------------ | ------------------------------------------------------ | ------------------------------------------------------ | ------------------------------------------------------ | ------------------------------------------------------ | ------------------------------------------------------ | ------------------------------------------------------ | ------------------------------------------------------ |
| Temp. máx. media (°C)                                                 | 31.9                                                   | 33.4                                                   | 34.4                                                   | 34.2                                                   | 31.2                                                   | 29.7                                                   | 31.1                                                   | 30.7                                                   | 29                                                     | 28.7                                                   | 29.7                                                   | 31.1                                                   | 31.3                                                   |
| Temp. media (°C)                                                      | 25.4                                                   | 26.6                                                   | 27.5                                                   | 27.9                                                   | 26.1                                                   | 25                                                     | 25.8                                                   | 25.6                                                   | 24.5                                                   | 24.3                                                   | 24.5                                                   | 25.1                                                   | 25.7                                                   |
| Temp. mín. media (°C)                                                 | 20                                                     | 20.8                                                   | 21.6                                                   | 22.6                                                   | 22.3                                                   | 21.7                                                   | 21.8                                                   | 21.9                                                   | 21.4                                                   | 21.3                                                   | 20.4                                                   | 20.1                                                   | 21.3                                                   |
| Precipitación total (mm)                                              | 3                                                      | 3                                                      | 16                                                     | 81                                                     | 317                                                    | 355                                                    | 237                                                    | 320                                                    | 424                                                    | 343                                                    | 64                                                     | 10                                                     | 2173                                                   |
| Humedad relativa (%)                                                  | 51                                                     | 47                                                     | 47                                                     | 53                                                     | 72                                                     | 80                                                     | 74                                                     | 76                                                     | 83                                                     | 80                                                     | 68                                                     | 57                                                     | 65.7                                                   |
| Fuente: Climate-data.org(https://es.climate-data.org/location/46849/) |                                                        |                                                        |                                                        |                                                        |                                                        |                                                        |                                                        |                                                        |                                                        |                                                        |                                                        |                                                        |                                                        |

## Economía

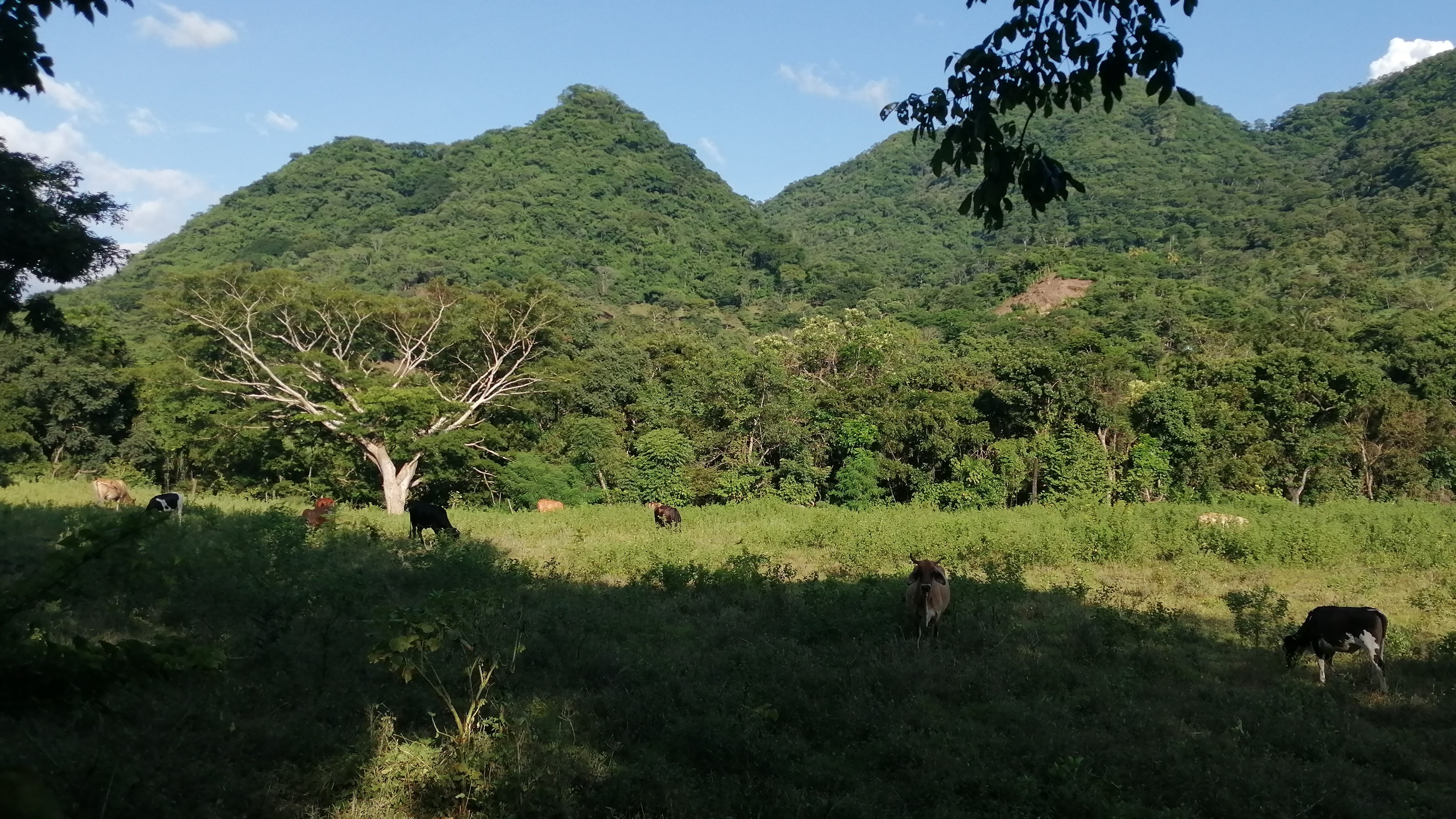
Paisaje de un Potrero tradicional, Magdalena, Intibucá.

Los habitantes que se encuentran en el municipio se dedican principalmente a la agricultura tradicional, cultivando maíz, frijol, maicillo, banana, aguacate, ayotes; ganadería, se está explotando la apicultura y cría de tilapia entre otros; estos productos son comercializados localmente o en el interior del país y algunos municipios de El Salvador. En menor escala se produce alfarería típica, se explota la jabonería utilizando como materia prima la semilla de aceituno, petates de junco, etc.
Otra de las más importantes fuentes de ingresos son las remesas que llegan de Estados Unidos; por tal razón otro de los principales rubros del municipio es la exportación de mano de obra a ese país.

## Recursos Naturales
Magdalena cuenta con un Bosque tropical seco, caracterizándose por una estación seca muy prolongada, la vegetación particular de estos lugares se observa en bosques de galería disperso a lo largo de los ríos y riachuelos, los árboles pierden sus hojas durante la estación seca y el bosque parece muy árido pero se transforma totalmente en la estación lluviosa convirtiendo a Magdalena en una enorme fortaleza verde; la Biodiversidad en este tipo de bosques es muy rica. 
Este bosque se debe explotar de manera sostenible para no producir la desertificación del mismo ya que es del tipo de bosque que se encuentra más amenazado en nuestro país.

### Flora

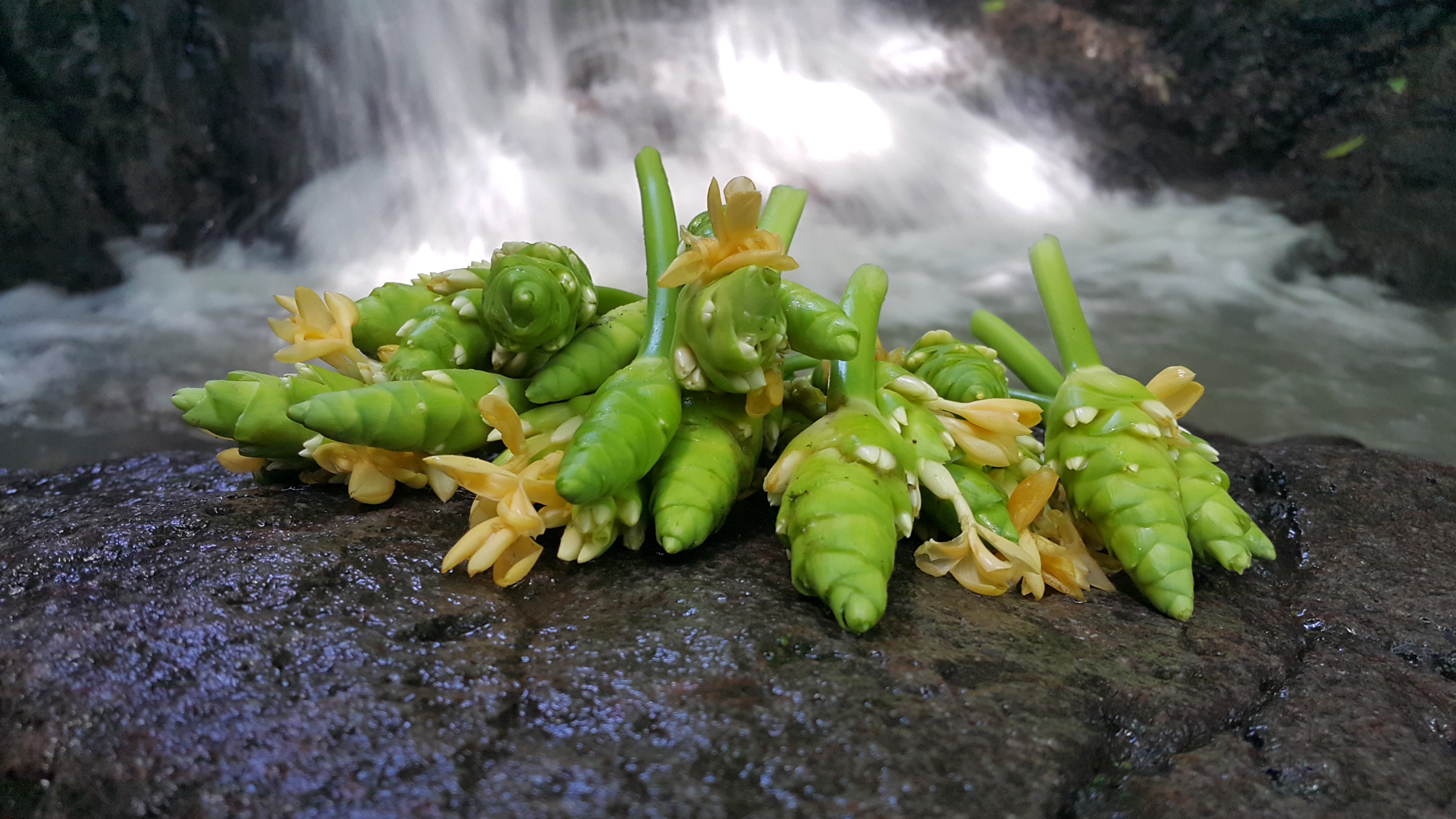
Recolección de Choretes o Chufles silvestres, Magdalena, Intibucá.

La flora está constituida por bosque latifoliado (bosque de hoja ancha) casi en su totalidad sobresaliendo el quebracho siendo algunas de sus plantas características el roble, cedro, caoba, almendro, aceituno, quebracho colorado, quebracho liso, guanacaste, laurel, mango, ceibo, carreto, ámate, copalillo, etc.; y por una mínima cantidad de coníferas que han sido introducidas cuya especie principal es el pino Caribea. De la flora autóctona se utilizan varias plantas con fines medicinales por ejemplo el copal chi, la uña de gato, el palo de golpe, etc.

### Fauna

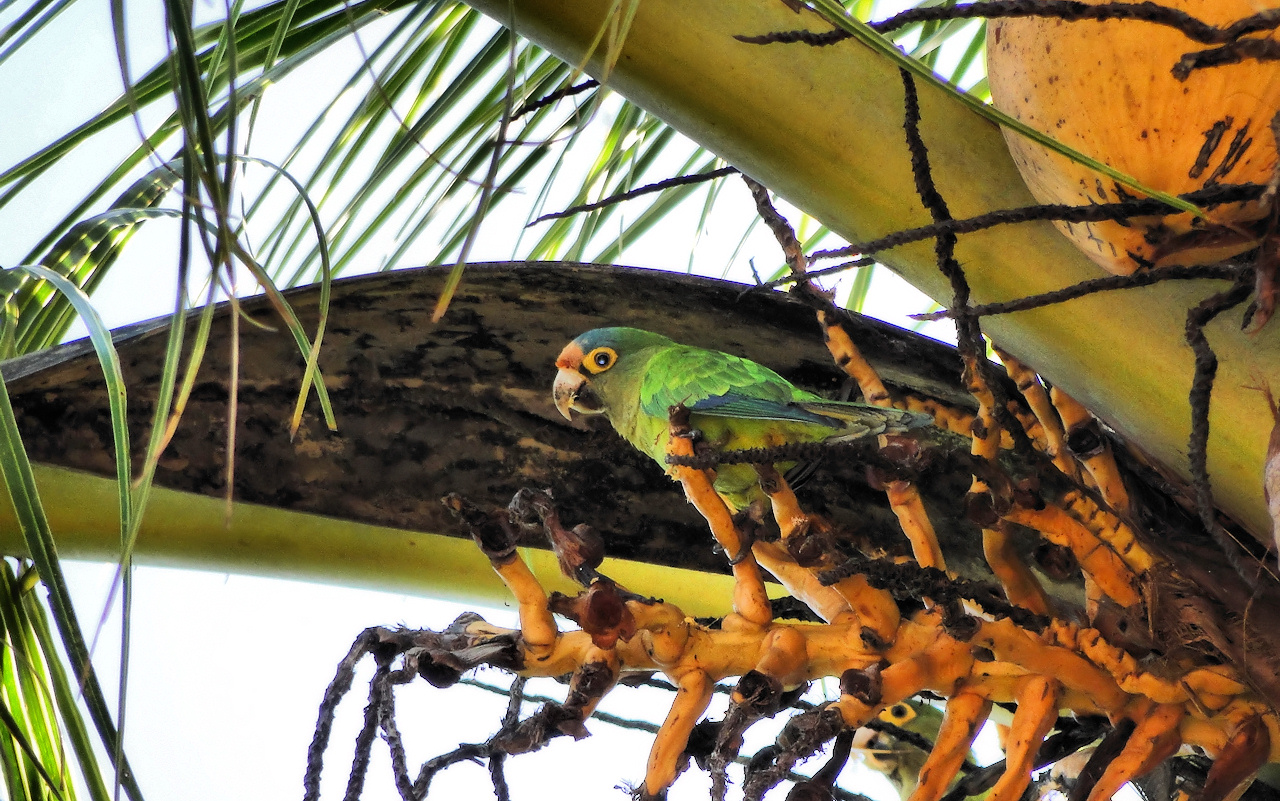
Periquito Frentinaranja Eupsittula canicularis, Magdalena, Intibucá.

La fauna es variada, entre la fauna silvestre característica se pueden mencionar conejos, gatos de monte, coyotes (por debajo del nivel crítico o extinto), armadillos o cusucos, guatusas, ardillas, mapaches, zorrillos, zorros, tacuazín, venados, etc. Aves; guarda barrancos o torogoz, ala blanca, guacos, lechuzas, tecolotes, chorchas, pericos, pijullos, pájaros carpinteros, codorniz, cenzontles, gorrión, auroras, garzas, urracas, pájaro león, golondrinas, gavilanes, tucanes, etc. Reptiles; tortuga terrestre, iguanas, garrobos, serpientes como la boa o masacuate, coral, bejuquilla café (Oxybelis aeneus), zumbadora, cascabel; peces como la anguila, sardina, guapote, filines, etc.
Entre la fauna doméstica se distingue el ganado vacuno, caballar, mular, porcino, y aves de corral.

## Ecoturísmo

### El Agua Caliente

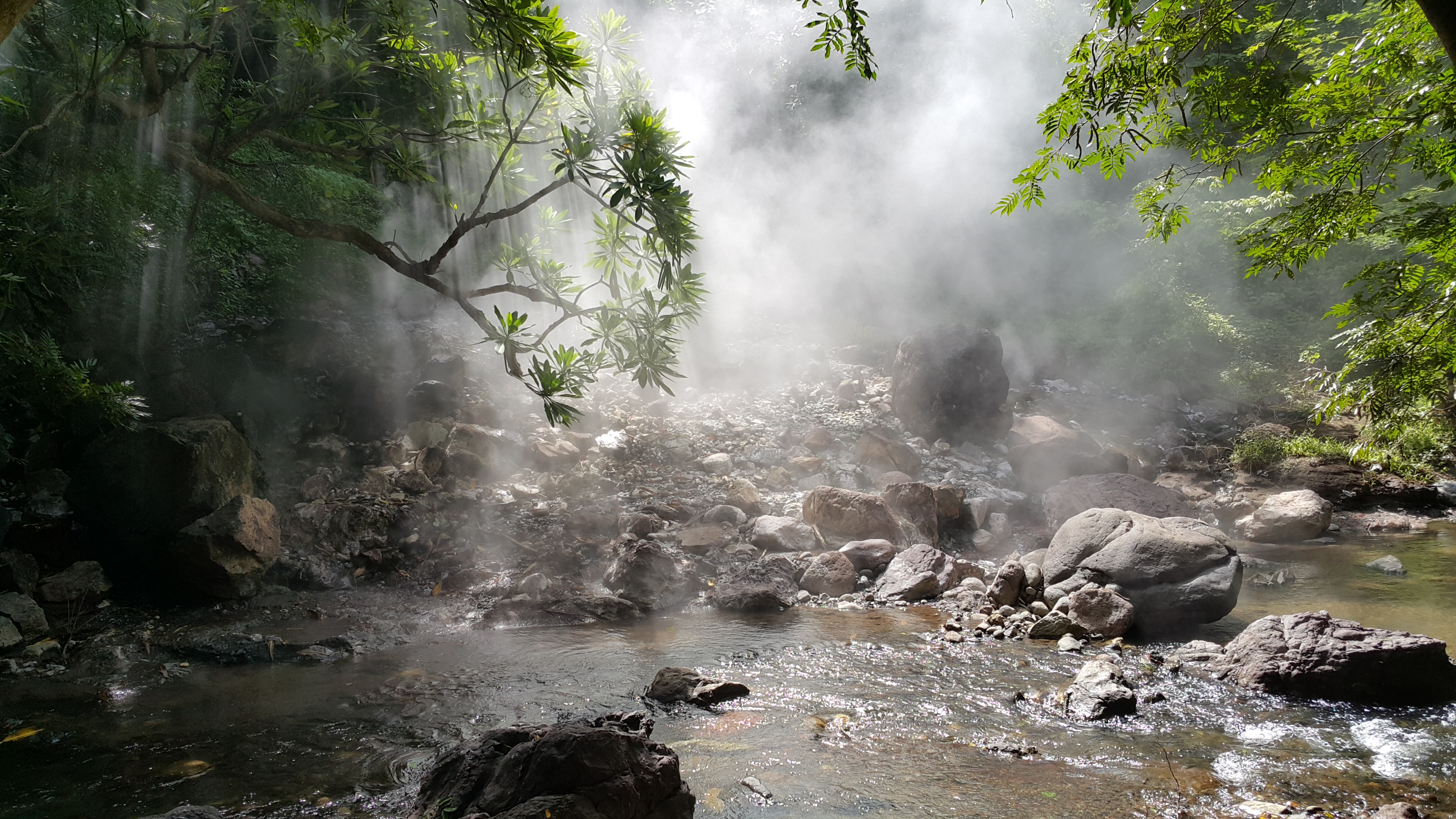
Aguas termales "Agua Caliente", Magdalena, Intibucá.

Este balneario se ubica a 2 km desde la cabecera municipal por la carretera a El Salvador desviándose en el 1.5 km por medio de una carretera de terracería; estas aguas termales brotan a altas temperaturas del manantial cristalino para mezclarse con el río de agua fría formando pozas naturales.
Las temperaturas en el manantial son muy altas –ideal para cocción de huevos, papas o elotes, etc.– mantiene constante vaporización tipo sauna natural; la zona utilizada con fines de baños se encuentra unos 300 metros abajo siguiendo la corriente del río.
Este lugar es muy visitado por personas que andan buscando turismo ecológico, relax o también con fines medicinales; ya que los baños en esta terma así eran considerados por nuestros antepasados, actualmente confirmado por la OMS.
Las aguas termales son aguas minero - medicinales que en su composición se encuentran minerales con características terapéuticas obtenidos de distintos procesos biológicos y geológicos; estas aguas poseen factores energéticos como la potente ionización, mineralización, radiactividad, gases y variaciones de PH –según su composición en minerales se encuentran en la categoría de aguas sulfuradas ya que en su composición predomina el azufre.– 
Una característica importante de las aguas termales es que se encuentran ionizadas, los iones negativos tienen la capacidad de relajar el cuerpo; por lo tanto, mejoran la calidad de vida usándolas en antiestrés o aplicándolas en medicina estética, pérdida de peso, celulitis y acné; de la misma forma ayudan en el proceso de defensa a todo tipo de agresiones y envejecimiento de la piel.

### Río Torola

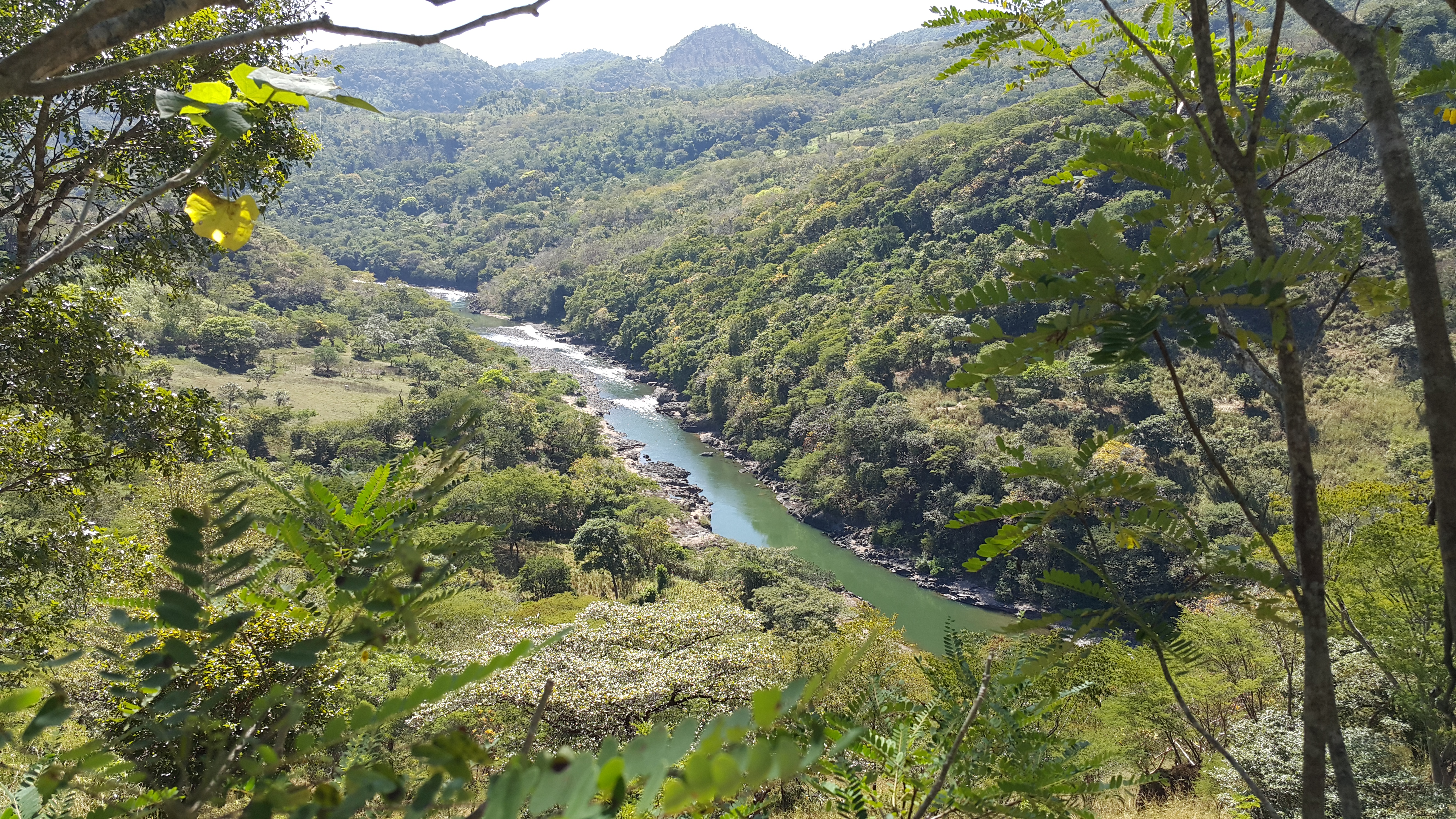
Panorámica Río Torola, frontera Honduras - El Salvador.

Además de estar rodeado por hermosos paisajes naturales y ser Hábitat de diversidad de flora y fauna silvestre; sirve de línea divisoria entre el municipio de Magdalena y los municipios de San Luis de la Reina y San Gerardo en el Departamento de San Miguel. 
Es muy caudaloso aún en la estación seca, esto lo hace un espacio totalmente relajante ya que al entrar en contacto con su paisaje, se sentirá conectado con la naturaleza; podrá observar diferentes tipos de aves locales y migratorias, según temporada.
Rodeado por cerros y formaciones rocosas, podrá descansar o Acampar cual sea su preferencia, también podrá nadar y sumergirse en sus frescas aguas.
Para conocer el Río Torola debe conducir unos 30 minutos en automóvil desde la cabecera municipal de Magdalena.

## Comunicación y Transporte

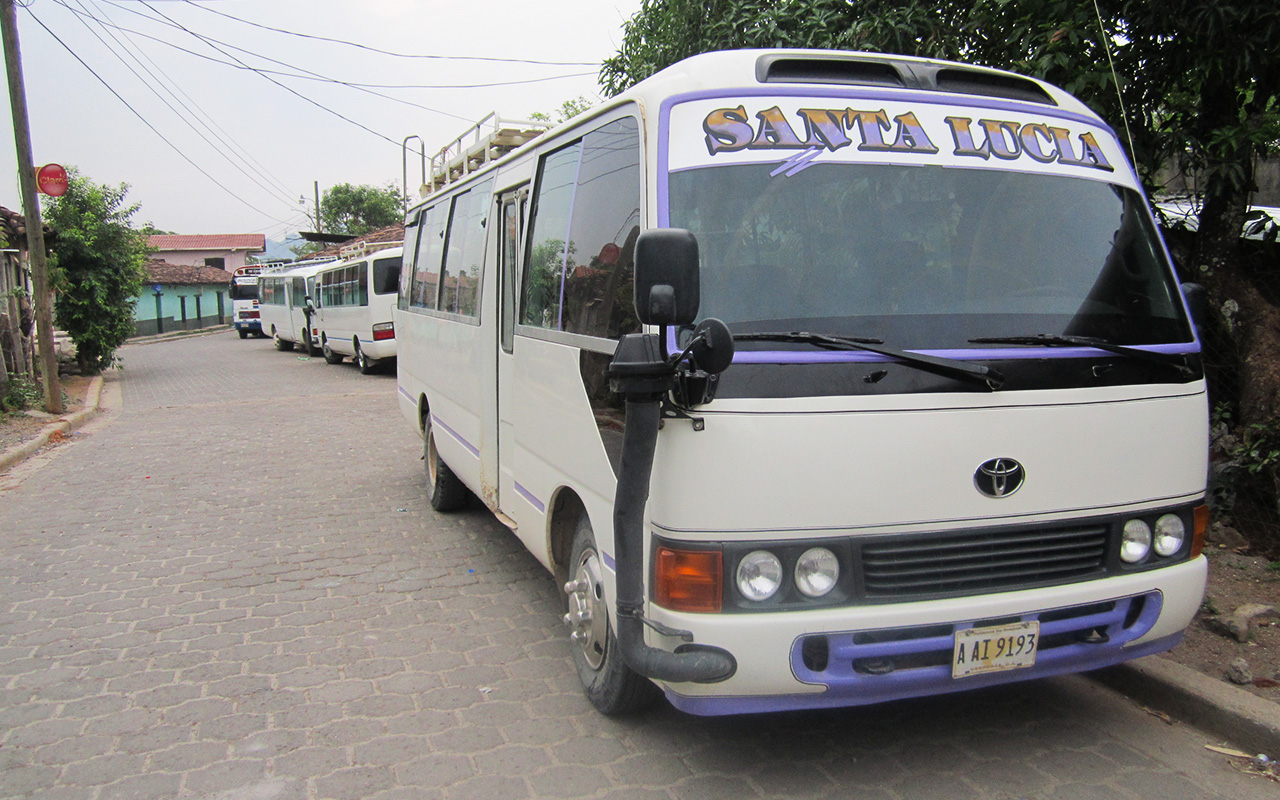
Transporte interurbano desde la frontera hacia la ciudad de La Esperanza.

El transporte interurbano hacia la ciudad de La Esperanza es cubierto por algunas empresas de autobuses con rutas Magdalena - La Esperanza y Santa Lucía - La Esperanza; el sistema de transporte urbano es manejado principalmente por servicio de mototaxis. Existe una carretera o punto ciego que comunica con el municipio de San Luis de la Reina en el departamento de San Miguel en la República de El Salvador, todas las aldeas tienen carretera transitable en tiempo seco que las comunica con la cabecera municipal, las vías de comunicación con sus caseríos es por carretera transitable en tiempo seco y con una mínima parte por caminos de herradura. 
Durante muchos años en el municipio los principales medios de comunicación con otros pueblos fueron el telégrafo eléctrico y el correo, años más tarde con las nuevas políticas de Hondutel se decide retirar el servicio de telégrafo que había funcionado por varias décadas y se instala un teléfono comunitario en la oficina de esta empresa. A finales de octubre y durante los meses de noviembre y diciembre del año 2006 Hondutel, amplia su cobertura con la telefonía fija inalámbrica en todo el país por lo que en Magdalena se instalan teléfonos fijos de este tipo.
La telefonía celular comenzó sus primeros pasos en Magdalena desde el año 2000 aproximadamente, con una ola de telefonía móvil cubierta por la red salvadoreña. 
El 3 de abril del año 2007 comienza a funcionar una radioemisora en el municipio llamada "RADIO MAGDALENA" que transmitió su señal hasta inicios del 2010 posteriormente fue vendida por sus propietarios y comenzó a transmitir nuevamente el 2 de agosto de 2010 con una nueva imagen y nuevo nombre "RADIO EL TIGRE".

## Arte y Cultura

### Creencia popular

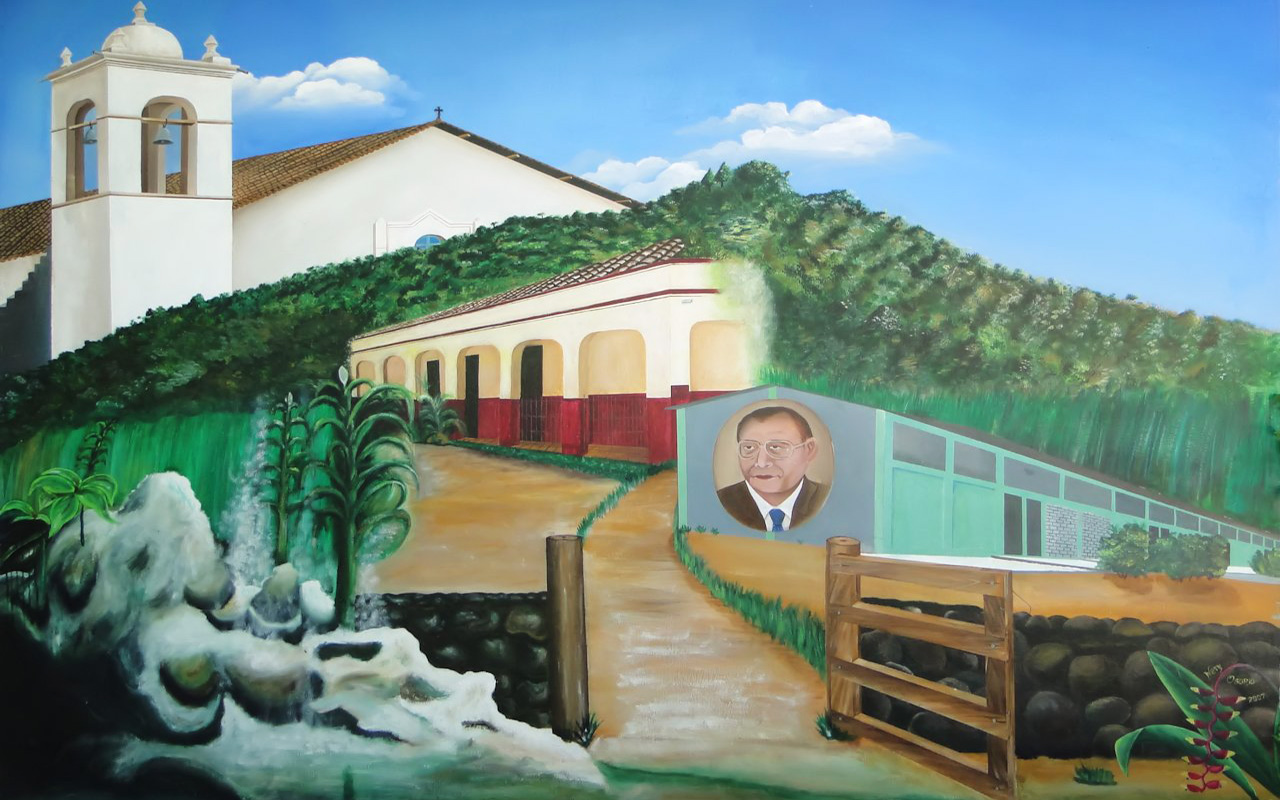
Pintura de Magdalena (2009) por Nery Edgardo Domínguez. Se encuentra en el acceso del Instituto Héctor Orlando Gómez Cisneros.

La tradición oral y popular: Menciona que el canto de algunas aves, como el pájaro carpintero, anuncia visitas, el canto del pájaro guaco y el tecolote que anuncia desgracias o accidentes. Creen también en cierto sonido que produce el fuego y que anuncia visita de algún ser querido o que llegara correspondencia, que cuando se aproxima una tormenta hay que hacer una cruz de ceniza para que se desvíe, que cuando un enjambre de abejas va volando hay que sonar una macana o una lata en una piedra para que construyan allí la colmena, también dicen que el que se baña el Viernes Santo en el río se convierte en pez o sirena, que cuando pasan los azacuanes hay que machetear los árboles de mango para que haya una mayor producción de esta fruta, etc.

### Leyendas
Además de las creencias populares, existe la tradición de algunos personajes mitológicos como: la sucia, el duende, la Siguanaba, el caballero, el cadejo, etc.

### Gastronomía

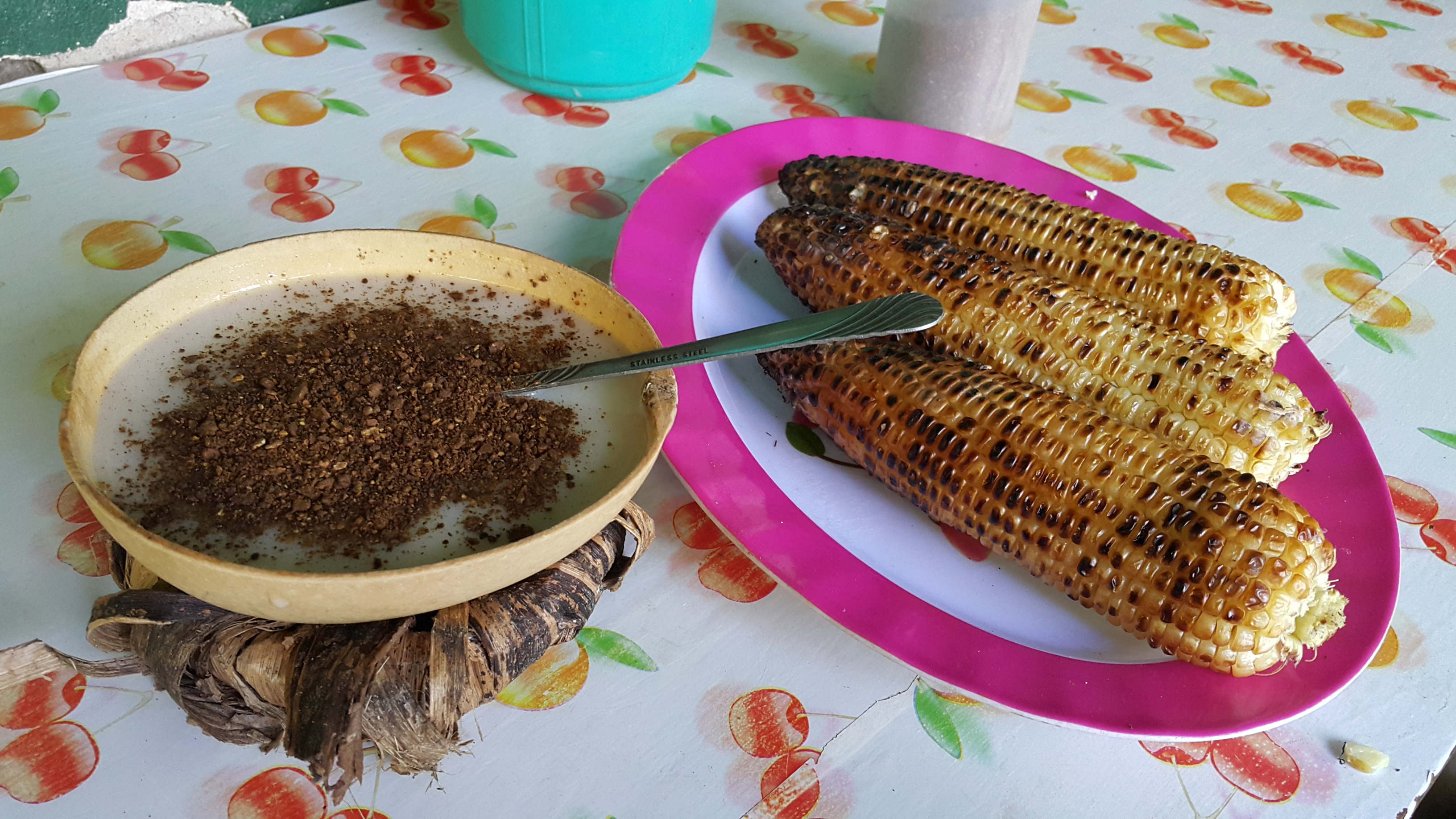
Huacal con Atole Agrio bebida típica, Magdalena, Intibucá.

La gastronomía tradicional de esta comunidad es muy variada, entre ella tenemos:
- Comidas típicas:

Tamales, tamalitos de elote, motates (cuando inician las lluvias), montucas, riguas, tamales pisques, ayote en miel, sopa de pinol, para Semana Santa se acostumbra comer "tortas", también se preparan ricas pupusas de frijol, cuajada, chicharrón y las muy especiales de flores de loroco, etc.
- Bebidas Típicas:

Atole agrio, atole de elote, chílate que se tomó con dulce de ponela o conserva, chicha de maíz, etc.

### Utensilios típicos
En la cocina tradicional se utilizaban solamente piezas de alfarería entre las que se encontraban ollas, cómales, cántaros, tinajas, jarros, etc. También se utilizaban tarros, los calabazos eran utilizados por los campesinos para llevar agua a la milpa, las piladeras servían para sacar arroz, café, etc, se tejían petates para dormir, se construían sillas con estructura de madera y forradas con cuero de vaca, huácales de bolas de cutuco, piedras de moler maíz, etc.

### Fiestas tradicionales
El mes de mayo también llamado mes de las flores; durante toda esta temporada se realizan procesiones, donde la virgen María es llevada a la casa de una persona devota, a las personas que asisten se les regala refresco natural generalmente de arroz, piña, ajonjolí, etc.
El 24 de junio día de San Juan Degollado, se lleva a cabo en la aldea de San Juan la celebración en honor a este santo; en la cual se realiza el baile tradicional de los "Negritos" grupo artístico que está formado por once protagonistas: El diablo, la muerte, Negrito viejo, negrita vieja, sus cuatro hijos y una hija, el pretendiente y el guardián o celador de la muchacha; todos ellos usan una vestimenta muy original y el domingo previo a la celebración se abocan al casco urbano a dar una demostración cultural de este baile tradicional.
Para el 11 de julio día de San Antonio algunas personas que son muy devotas a este santo celebran en su casa y hacen la llamada "entrega de San Antonio", donde se revientan cohetes y las personas invitadas especialmente son sentadas junto a la mesa de honor la cual está servida de pan y tamales.
El 22 de julio es la Feria Patronal en honor a la Patrona Santa María Magdalena.
El 1 de noviembre día de los muertos se asiste al cementerio a coronar a familiares o amigos que ya murieron y en la casa se prepara el rico ayote en miel que es una de las comidas típicas de este lugar.
El 30 de noviembre es día festivo en honor a la Santísima Trinidad celebrándose a lo grande igual que para la feria patronal.
El 7 de diciembre como víspera del día de la inmaculada concepción se encienden fogones en las calles cuando cae el ocaso.
Para Semana Santa solía celebrarse de una forma magnífica haciendo procesiones y representaciones teatrales referentes a la pasión, muerte y resurrección de Jesús, en la actualidad están desapareciendo casi en su totalidad por lo que se ha perdido un valioso patrimonio cultural del municipio.

### Monumentos Históricos
- La Iglesia:

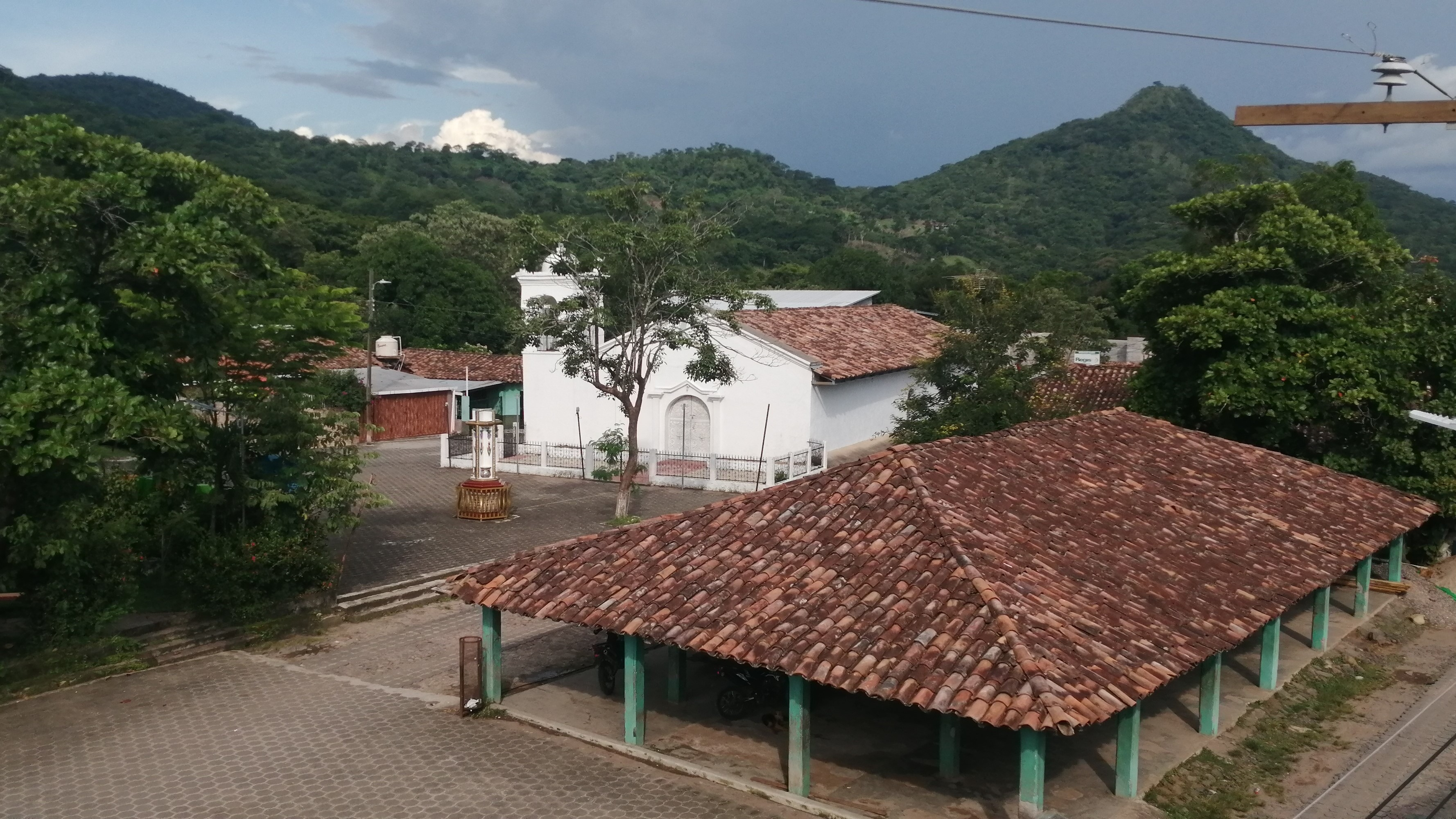
Edificio de la Iglesia católica. Magdalena, Intibucá.

Ubicada en la Plaza municipal esta Iglesia data de 1822 y está compuesta por tres Naves; la fachada frontal es completamente austera y consta de un Atrio y una Torre del Campanario que posee tres campanas –dos de estas datan del año 1864 y la tercera de 1962.–
En el interior se encuentran dos retablos de madera, el altar mayor posee esculturas de la virgen Santa María Magdalena y la Virgen de Dolores. El segundo retablo conserva una pintura del Sagrado Corazón de Jesús y la imagen de la Virgen de Concepción.
Entre las construcciones más recientes que se le han hecho a esta iglesia se encuentra un Altar de piedra y seis cruces de mampostería incrustadas en las paredes que son símbolo de seis años que estuvo dividida la comunidad católica —a partir del 6 de abril del año 1992— cuando una parte de esta comunidad se tomó la iglesia, durante este tiempo los actos religiosos oficiales fueron realizados en una pequeña casa de campo; este conflicto se mantuvo así hasta que en 1997 comenzaron haber indicios de reconciliación —y para el 21 de enero del año 1998— se estaban realizando los actos de bendición del templo por Monseñor Luis Alfonso Santos Villeda; también se realizaron otros actos religiosos con lo que terminó la diferencia de opinión que se fue olvidando con el tiempo. En 2018 se reconstruyó techo y columnas interiores.